# Begonia quaternata
Begonia quaternata é uma espécie de Begonia.